# Patellapis knysnae
Patellapis knysnae là một loài Hymenoptera trong họ Halictidae. Loài này được Cockerell mô tả khoa học năm 1945.